# كبيسة

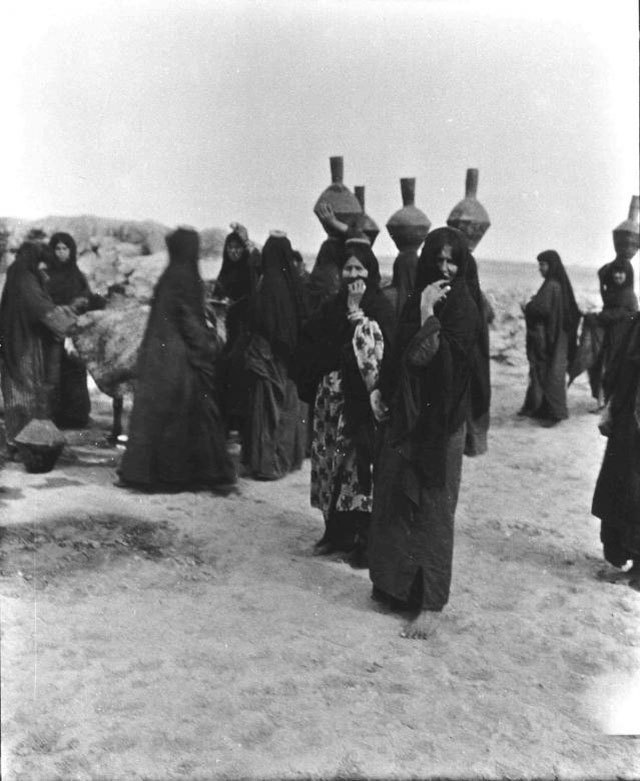
نساء عراقيات يحملن جرار ماء قرب بئر في مدينة كبيسة، صورة بكامرة الباحثة والمستكشفة غيرترود بيل

كبيسة مدينة عراقية تقع غرب العراق قرب مدينة هيت، إحدى مدن جمهورية العراق، تبعد عن بغداد مسافة 180 كم تقريبا وعن مدينة الرمادي (مركز محافظة الانبار) 80 كم تقريبا، ومن كبيسة أنفذ القائد خالد بن الوليد إلى بلاد الشام ليشترك في تحرير بلاد الشام ومنها أخذ دليلا يسمى أبا ليلى، وقد كانت هي طريق القوافل المتنقلة بين بلاد الشام وبين العراق والخليج العربي (1).

## أحياؤها
| اسم الحي | مساحته | عدد مساكنه | سكانه |
| الرشيد   | 32.27  | 413        | 2694  |
| الأمين   | 28.53  | 412        | 2713  |
| الأئمة   | 35.37  | 486        | 3441  |
| الصديق   | 66.61  | 156        | 788   |
| الفاروق  | 112.47 | 640        | 4559  |
| المأمون  | 48.85  | 42         | 198   |
| المجموع  | 324.1  | 2149       | 14393 |

## معالمها
سور المدينة الذي يعود تاريخه لاكثر من 500 سنة
وكذلك مقام الشيخ الخضر . والخانات القديمة للتجارة.
وتحتوي المدينة على مواقع أثريه عديده منها: قبه مقام الشيخ خضر، آثار عين زعزوع ودرب الساعي، عين كبيسة الكبريتيه، آثار قصر الخباز، آثار قصر عامج وغيرها